# 프레드리크 바예르

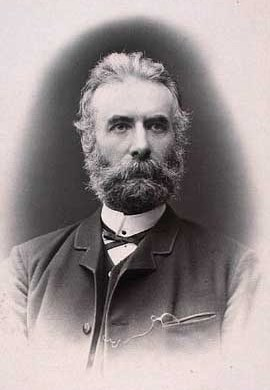
프레드리크 바예르

프레드리크 바예르(Fredrik Bajer, 1837년 4월 21일 ~ 1922년 1월 22일)은 덴마크의 작가, 교사, 평화주의자, 정치인으로, 1908년 클라스 폰투스 아르놀드손과 함께 노벨 평화상을 수상했다.
성직자의 아들로 태어나 덴마크 육군 장교로 복무했으며 1864년 프로이센과 오스트리아를 상대로 한 전쟁에 참전하여 중위까지 진급했다. 1865년 제대한 이후 코펜하겐으로 이주했으며 교사, 번역가, 작가로 일했다.
1872년 총선에서 당선된 이후 23년 동안 덴마크 의회 의원을 지냈으며 의원을 지내는 동안 국제 조정을 국가 간의 분쟁 해결을 위한 수단으로 이용했다. 그의 활동에 힘입어 덴마크는 국제의원연맹의 창립 회원국이 되었고 직무도 수행할 수 있게 된다. 그는 덴마크와 유럽에서 활동하는 평화 기구를 지원했으며 스웨덴과 노르웨이 양국 간의 분쟁 해결에도 주력했다.